# Salsamenta
La salsamenta era el peix en salaó a la Roma antiga. El salaó era la conserva per excel·lència del món romà de l'antiguitat. Tenia un paper molt important en l'economia de l'imperi, ja que permetia les importacions/exportacions de recursos des de les províncies a Roma i permetia que productes peribles, després del tractament en les factories de salaó, poguessin entrar a la xarxa comercial. També era l'única forma perquè les poblacions de l'interior, llunyanes a la costa, poguessin consumir aquesta font de proteïnes.
A l'Antiguitat, ja es coneixien les propietats conservants de la sal, tant per als antics egipcis com per als fenicis i cartaginesos. Aquests últims, pobles dedicats a les activitats mercantils per excel·lència, comercialitzaven els productes de salaó. En la península ibèrica, eren molt conegudes les factories del Gadir del segle V a.C. fins a Gades del segle V d.C.

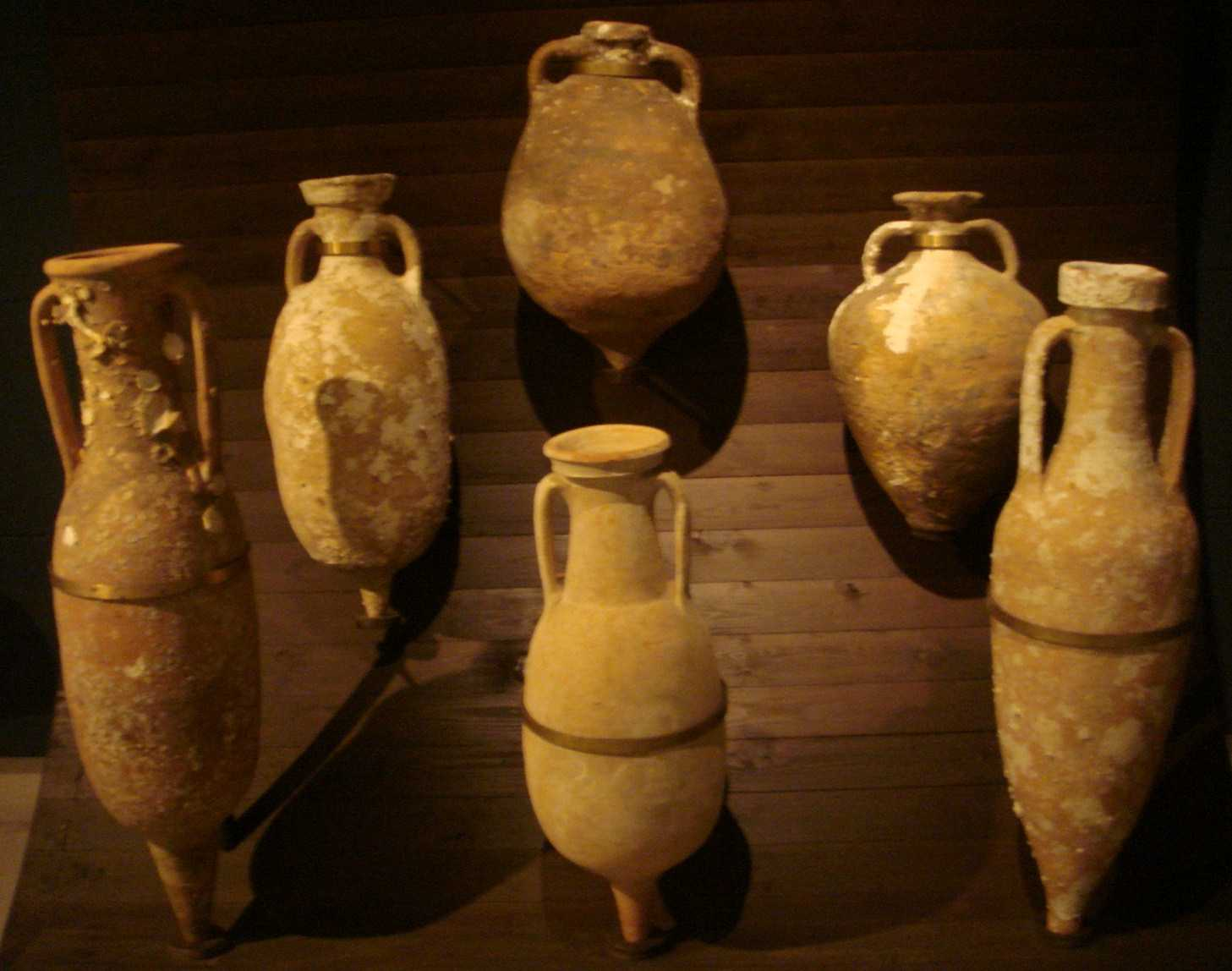
Àmfores al Museu de Cadis.

Al món romà, la salsamenta s'elaborava en factories de salaó o Cetariae, situades òbviament molt properes al mar. Aquestes Cetariae tenien vocació de permanència, construint-se edificis per a tal fi. En el cas d'altres pobles, l'activitat del salaó es desenvolupava en instal·lacions temporals, segons durava la pesca extractiva estacional, per imperatiu del cicle vital de la fauna piscícola, desmuntant-se després de la campanya. Aquestes migracions dels peixos podien ser: Migració erràtica tròfica, en la qual es pescava amb canya o per arrossegament d'aparells; migració genètica, de viatge nupcial, pescant-se amb almadraves de dret o de pas, i migració metagenética o de tornada, que es capturava amb almadraves de revés. En aquestes últimes la tonyina era la protagonista.
Especialment importants eren les cetariae situades a l'entorn de l'Estret de Gibraltar, especialment a Hispània (província Ulterior-Bètica) i de la Mauritània Tingitana en el Nord d'Àfrica.
En aquestes cetariae es portaria cap el tractament de neteja, trossejat del peix, els processos de salaó i l'envasat. Precisament, aquests últims impliquen també la presència d'indústries complementàries com la terrissa i la producció de sal. L'envasament es feia en contenidors ceràmics o amphorae, que es realitzaven en tallers terrissers o figlinae, i que solien situar-se prop de les cetariae. Per al seu funcionament, es necessitava com a matèria primera, l'argila, però també combustible, sent la fusta imprescindible, la qual cosa implicava altres activitats secundàries i una divisió del treball, amb oficis especialitzats. Respecte a l'activitat salinera, que era fonamental per al procés, ja que les cetariae en requerien un consum quotidià molt elevat, es necessitava una explotació en salines, sobretot les marines (salinae maritimae).
De com s'elaborava, disposem escasses fonts literàries; el gadità Columel·la, al segle I descriu el procés d'elaboració quan tracta com preparar el porc en salaó, afegint que es realitzava igual que el peix en salaó. Consistia bàsicament a netejar el peix, tallar-ho en rodanxes, situar-lo en un contenidor ceràmic o amphorae, sobre successives capes de sal “cuita i lleugerament fragmentada”, cobrint-les totalment, situant un pes en la part superior, tapant-la i deixant-la així en salmorra, i d'aquesta manera es podia consumir “sempre”.

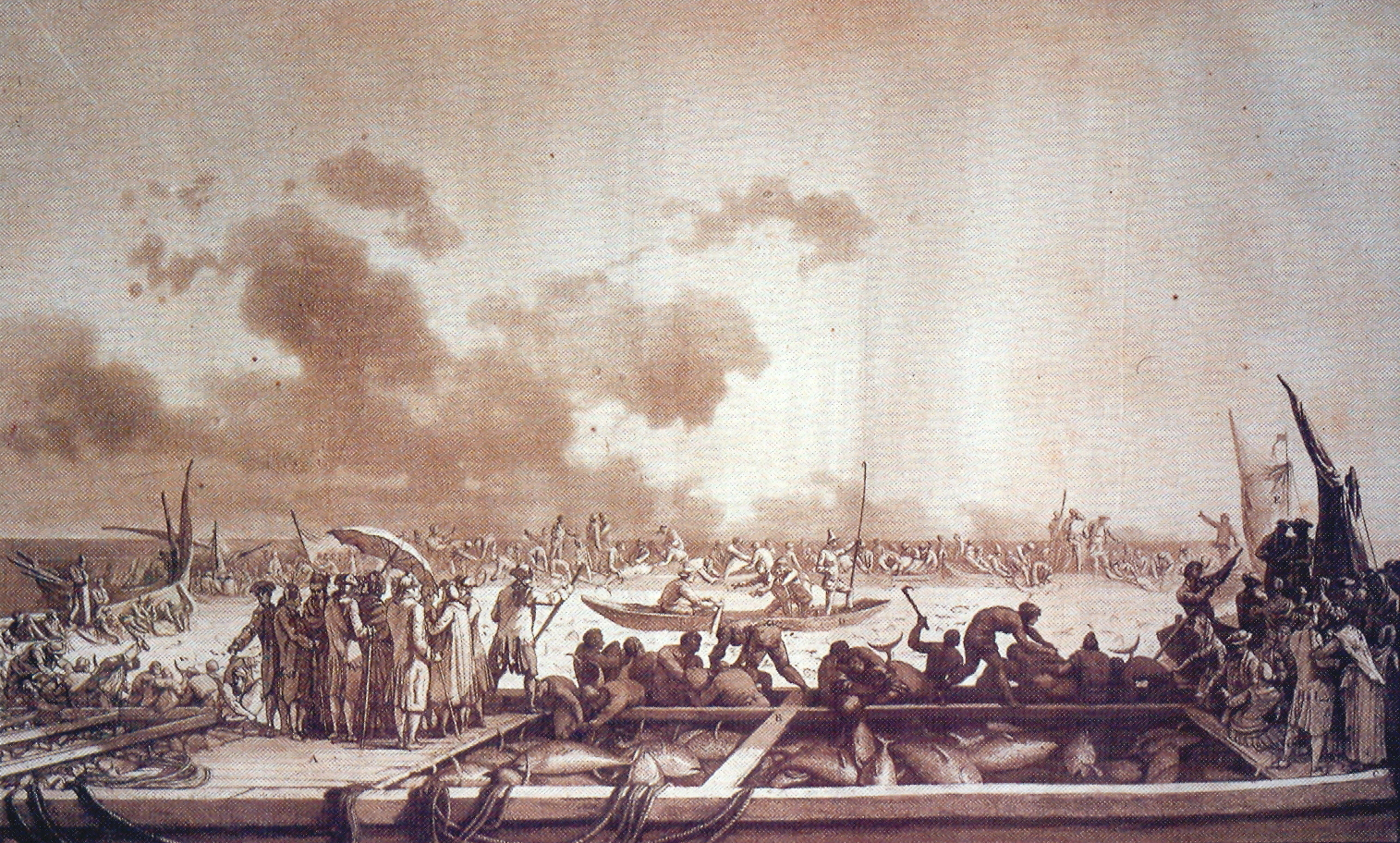
La pesca de la tonyina. Aiguafort de Jean-Pierre Houël.

## Tipus de peixos utilitzats
A més de les fonts literàries, les fonts arqueològiques, aporten també molta informació, en aparèixer nombroses cetariae, gràcies a les restes de ictiofauna trobats en els seus contenidors amfòrics o en el fons de les piques de la cetaria, mitjançant anàlisis s'han pogut comprovar la variada tipologia de peixos utilitzats. Els escòmbrids o Scombridae, “peixos blaus”, que eren ideals pel seu alt contingut calòric en ser rics en greixos, eren els més emprats, entre els quals es pot situar a la tonyina vermella (Thunnus Thynnus), el verat (Scomber Scombrus), el bonítol (Sarda Sarda) o la melva (Auxis Rochei). Però l'explotació salaonera podia explotar altres productes del mar com la malacofauna, especialment l'ostra.

## Productes i subproductes: les salses
A més de salsamentum, les cetariae elaboraven una àmplia gamma de productes derivats, sent especialment rellevants les salses, com el garum, la liquamina o liquamen, la Muria, l' Allex (allex, hallec o hallex) o la cordula. El més conegut era el Garum, que seria el producte primari, de millor qualitat, resultat de la autofermentació de les parts no càrnies del peix en un mitjà salí. Aquest garum tenia a més moltes variants, depenent dels tipus de peixos utilitzats, i fins i tot per les espècies i altres productes que s'utilitzaven en la seva elaboració, com el vinagre, mel, vi, oli, aigua, pebre, herbes aromàtiques, fins i tot altres carns d'origen terrestre.

## Les referències literàries
Les referències literàries sobre aquests productes són moltes, a elles es refereixen,per exemple Apuleu o Apulei (De Med. Herb. 4.2), Aristòtil (Mir. Ausc. 136 [sobre els salaons “fenicis de Gadir”]), Ausoni (Ep. 21), Ciceró (Pro leg. Man. 16), Columela (De Rusticae. XII, 53, 4) Elià (De Nat. Animal XIII, C.6), Estrabón (3.2.1 C.141), Galè (Vol. 12 637 K), Horaci (Nav, 23 (3.p.223)), Pedaci Dioscòrides (Vol. 1.45 3.p.176,6), Plini el Vell (Naturalis Història, XXXI, 93, 95), Sèneca (Epistulae Morales 95,25), (Naturals Quaestiones 3.17.2-3), o Marc Terenci Varró (D'agricultura III, 17), entre d'altres, però tal vegada la més coneguda és l'obra de Apici, el tractat culinari De Re Coquinaria, que utilitza el garum repetidament.

## Sectors econòmics implicats
Aquesta indústria salaonera implicava un ampli ventall d'activitats, que abastaven els tres sectors bàsics de l'economia:
Sector Primari:
La pesca extractiva, rellevant en la costa sud-occidental de la península ibèrica era la pesca de túnids.
La producció en piscifactoríes, de les quals parla també Columel·la en la seva tractat d'agricultura De Rusticae.
Sector Secundari:
Indústries. Fabricació de salses (Garum i derivats) i salaons (Salsamentum), amb nombroses variants. Factories de salaó (Cetariae).
Indústries terrissaires, necessitat d'ingents quantitats de contenidors ceràmics. Les terriseries (Figlinae).
Explotacions salineres. (Salinae maritimae). També eren conegudes altres com la sal de mina i de llacs salats, segons descriu Plini.
Sector terciari:
Comercialització dels productes derivats de la indústria.
Fiscalització per part de l'estat, l'Imperi Romà.

## Principals Factories de salaó a l'Estret de Gibraltar
Província de la Bètica, Conventus Gaditanus:
- Gades (Cadis)
- Baesippo (Barbate)
- Baelo Claudia (Ancorada de Bolonya, Tarifa)
- Iulia Traducta (Algesires)
- Carteia (Guadarranque, Sant Roque)
- Barbesula (Guadiaro, Sant Roque)

Província de la Mauritània Tingitana:
- Septem Fratres (Ceuta)
- Tingis (Tanger)
- Cotta
- Alcazarseguer
- Tahaddart
- Kouass
- Lixus (Larraix). (10)